# Hemoglobina reducida
La hemoglobina reducida o desoxihemoglobina, se da en el caso de pérdida de oxígeno en la sangre venosa, entonces se presenta con un color rojo oscuro. En el caso de que la hemoglobina esté bien oxigenada, se denomina oxihemoglobina o hemoglobina oxigenada, cuyo color tiene un aspecto de rojo intenso característico de la sangre arterial.
Esta se puede presentar principalmente en la cianosis que es la coloración azul de la piel por el aumento de la hemoglobina reducida por encima de 5g por cada 100ml de sangre.
- Datos: Q5894317